# Pape Ibnou Ba
Pape Ibnou Ba (* 5. Januar 1993 in Saint-Louis) ist ein mauretanisch-senegalesischer Fußballspieler.

## Karriere

### Verein
Ba begann seine professionelle Fußballkarriere 2012 beim ASC Linguère im Senegal. Dort kam er in vier Jahren zu 61 Einsätzen und 29 Toren. In der Saison 2015/16 wurde er zudem Torschützenkönig der Liga mit 17 Toren.
Daraufhin wechselte er zu Stade de Mbour. Nach wenigen Monaten wurde er im Januar 2017 an den libanesischen Erstligisten al Ahed verliehen. Dort schoss er bei seinem Profidebüt am 17. Februar 2017 (17. Spieltag) auch direkt sein erstes Tor, als er bei dem 1:0-Sieg das Spiel gegen al-Ijtimaii entschied. Bis zum Saisonende kam Ba zu fünf Einsätzen, in denen er dreimal traf und so seiner Mannschaft zum Meistertitel verhalf.
Nach einem halben Jahr nach seiner Rückkehr zu Mbour wechselte er nach Frankreich zum Drittligisten Athlético Marseille. Dort spielte er im Rest der Saison 2017/18 13 Mal, wobei er acht Tore schoss. Nach dem Abstieg in die National 2 kam er dort 2018/19 zu 27 Toren in 28 Spielen und wurde somit Torschützenkönig der vierten französischen Liga. Dennoch wurde sein Verein am Ende der Spielzeit in die National 3 zwangsversetzt, wo er dann in 17 Spielen 13 Mal traf.
Im Sommer 2020 wechselte Ba schließlich in die Ligue 2 zu Chamois Niort. Bei seinem Debüt am ersten Spieltag schoss er gegen EA Guingamp auch direkt sein erstes Tor im französischen Fußball, als sein neues Team 1:0 siegte. Seine Mannschaft lag am Ende der Saison 2020/21 auf dem 18. Tabellenplatz und spielte Relegation, in der Ba einen wichtigen Auswärtstreffer erzielte und somit mit seinem Team die Klasse hielt. Insgesamt spielte er 28 Mal und traf dabei 15 Mal.
Nach weiteren fünf Einsätzen für Chamois wechselte er Ende August 2021 zum Ligakonkurrenten Le Havre AC. Dort spielte er bis zum Ende der Saison 2021/22 25 Mal, wobei er drei Tore schießen konnte. Nach einem Einsatz in der darauf folgenden Saison für Le Havre wurde er für den Rest der Spielzeit 2022/23 an den FC Pau verliehen. Dort spielte er neunmal und schoss ein Tor, ehe er sich verletzte und bis Sommer 2023 ausfiel. Während seiner Abwesenheit stieg Le Havre als Meister in die Ligue 1 auf. Kurz nach Beginn der Saison 2023/24 wurde er schließlich an die US Concarneau verliehen, wo seine Leihe, die im Januar kurz endete bis Sommer 2024 läuft.

### Nationalmannschaft
Ba wurde im Dezember 2021 erstmals für die mauretanische A-Nationalmannschaft berufen. Am 30. Dezember 2021 debütierte er über 90 Minuten in einem Freundschaftsspiel gegen Burkina Faso für Mauretanien. Wenige Tage später traf er bei einem weiteren Testspiel gegen Gabun bereits das erste Mal im Nationaltrikot. Beim Afrika-Cup 2022 wurde Ba zudem in allen drei Gruppenspielen bis zum Ausscheiden eingesetzt. Nach elf weiteren Länderspielen nahm er mit dem Nationalteam am Afrika-Cup 2024, wobei er erneut zu drei Einsätzen kam und im Achtelfinale ausschied.

## Erfolge
al Ahed
- Libanesischer Meister: 2017

Le Havre AC
- Meister der Ligue 2 und Aufstieg in die Ligue 1: 2023

Individuell
- Torschützenkönig der Senegal Premier League: 2015/16 (17 Tore)
- Torschützenkönig der National 2: 2018/19 (27 Tore)